# Francesco Bussone

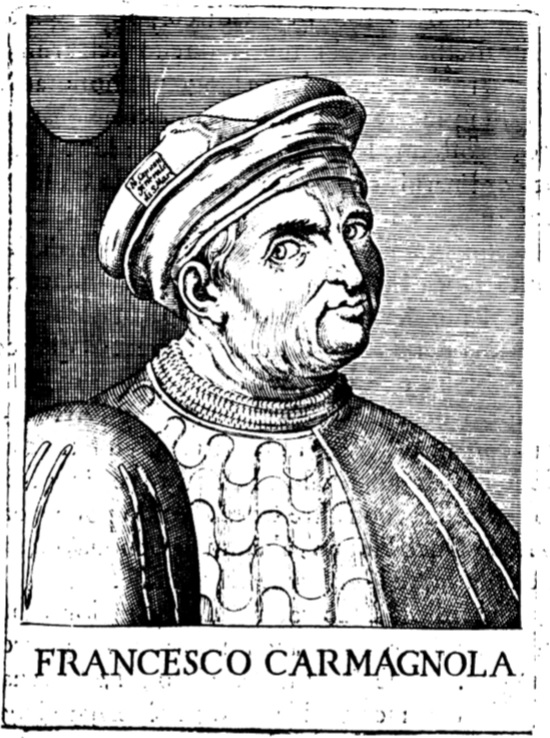
Bussone na rycinie z 1646 roku.

Francesco Bussone zwany Carmagnola lub Conte di Carmagnola (ur. w. Carmagnola w 1380/1385 ?, zm. w Wenecji 5 maja 1432) – kondotier włoski, hrabia Castelnuovo Scrivia i Chiari.

## Życiorys
Urodził się w biednej, chłopskiej rodzinie, ale nie odpowiadał mu ten styl życia i dlatego jeszcze w wieku młodzieńczym zaczął brać udział w wojnach jako kondotier. Był na służbie Facino Cane, a następnie po jego śmierci, na służbie Beatrice di Lascaris, wdowy po nim, którą pojął za żonę Filippo Maria Visconti, książę Mediolanu. Bussone zaczął wtedy służyć Viscontiemu i miał wielkie zasługi w odzyskaniu miast, które wymknęły się spod kontroli Viscontich po śmierci księcia Gian Galeazzo. Jego zasługą było pokonanie Lukki, Arezzo, podporządkowanie Sieny i księstwa Urbino. Dzięki niemu zaczęło się mówić z szacunkiem o kondotierach. Gdy w Mediolanie szalała rewolta po zamordowaniu Giovanniego Marii Viscontiego, Conte di Carmagnola przyszedł z pomocą i był doskonałym doradcą jego brata i następcy Filippo Marii, uwolniwszy go uprzednio od wpływu niektórych członków rodziny. Pokonał też Estore Viscontiego w Monzy. Za to zwycięstwo otrzymał pałac przy via Broletto.
W 1415 walczył przeciwko Cabrino Fondulo, Pandolfo III Malatesta i Giovanniemu Vignati.
Rok później zdobył zamek w Lecco. W Trezzo sull’Adda, po zaciętej obronie pokonał i uwięził Bartolomeo Colleoniego, a wraz z odbiciem Cremy połączył wszystkie dawne posiadłości lombardzkie. Był ambitny i pozbawiony skrupułów, precyzyjnie wypełniał wszystkie zadania, nawet najbardziej okrutne, zlecone mu przez Viscontich. Po krwawym oblężeniu odzyskał dla nich Piacenzę i aby zmusić obrońców do otwarcia bram, kazał powiesić syna i brata Filippo Arcellego.
W 1419 zostało mu powierzone dowództwo wyprawy przeciwko Genui, która zakończyła się podpisaniem pokoju między tą republiką a Mediolanem. Następnie zdobył Cremonę, Castelleone, Bergamo, Orzinuovi, Palazzolo i Pontoglio.
8 września 1420 ponownie pokonał wojska Malatesty w okolicach Brescii, a miesiąc później triumfalnie wkroczył do Mediolanu. Wkrótce Brescia padła i została wydana na pastwę żołnierzy księcia Mediolanu. Do osiągnięć Francesca Bussone należy zaliczyć także wyprawę przeciwko zbuntowanym Szwajcarom, której kulminacją była bitwa pod Bellinzoną i okupacja Altdorf.
Filippo Maria nagrodził go za te wyczyny tytułami i honorami oraz dając mu za żonę Antonię Visconti pochodzącą z głównej linii dynastii. Fakt ten prawdopodobnie wzbudził w Bussone nadzieję na to, że będzie następcą księcia, co spowodowało, iż kondotier zaczął się zachowywać w sposób arogancki i bezczelny, co było nie do zaakceptowania dla władcy. Dlatego więc Filippo Maria odebrał mu dowództwo armii i ustanowił gubernatorem niedawno odzyskanej i ciągle mało stabilnej Genui. Ta marginalizacja spowodowała, że Carmagnola porzucił służbę u Viscontiego i przeszedł na stronę Wenecji, która była już zdecydowana zerwać sojusz z Mediolanem i popierać Florencję, zagrożoną ze strony Viscontiego. Został mianowany Capitano Generale, czyli głównodowodzącym sojuszu, który zawarła Wenecja z Florencją i osiadł w Treviso. Do tego miasta zostali wygnani Walentyna Visconti, córka Bernabò Viscontiego i jej mąż Giovanni Aliprandi. W rzeczywistości wysłał ich Filippo Maria Visconti, aby uknuli spisek i otruli Francesco Bussone. Ten, gdy się dowiedział o intrydze, rozkazał aresztować i następnie ściąć Aliprandiego (1426).
W grudniu 1425 wybuchła wojna, w której Carmagnola odznaczył się zarówno jako kondotier, jak i dyplomata. 11 października 1427 zwyciężył wojska Mediolanu w bitwie pod Maclodio. Po bitwie władze Wenecji, początkowo nieufne z powodu rzekomo zbyt hojnej wymiany jeńców, oddały mu należne wyrazy czci. Po traktacie pokojowym z 18 kwietnia 1428 walki rozpoczęły się ponownie w 1431. Był to początek końca Carmagnoli. Najpierw, z powodów odeń niezależnych, nie zdołał pomóc flocie weneckiej na Padzie, przez co poniosła ona klęskę. Następnie Wenecja utraciła Cremonę, bo wycofał się z niej Cavalcabò, nie doczekawszy się pomocy od Bussone. Na dodatek wojska cesarza Zygmunta spustoszyły Friuli, co nie spotkało się z żadną reakcją ze strony dowódcy wojsk weneckich. To wszystko wydało się bardzo podejrzane w oczach Rady Dziesięciu (wł. Consiglio dei Dieci). Ponadto istniały dowody na to, że Bussone znowu chce zmienić front i spiskuje z Viscontim przeciwko Wenecji. Rzekomo Filippo Maria obiecał mu signorię Brescii.
Carmagnola został więc aresztowany, osądzony i skazany na śmierć. 5 maja 1432 został ścięty w Wenecji.

## Potomstwo
Francesco Bussone miał z Antonią Visconti cztery córki:
- Małgorzata - poślubiła Barnabò Sanseverino
- Elżbieta - poślubiła Francesco Viscontiego
- Luchina - poślubiła Luigiego dal Verme
- Antonia - poślubiła Garnerio Castiglione lub Castiglione da Garlasco.